# Jānis Veselis
Jānis Veselis (1896-1962) est un écrivain letton.

## Biographie
Né le 1er avril 1896 dans le hameau d'Āriņi dans le canton de Nereta. Il fréquente l'école Andrejs de Nereta puis celle de la ville de Jēkabpils. En 1915, il est enrôlé dans l'armée russe. Blessé à deux reprises sur le front de Riga en janvier 1917, il est évacué vers Saint-Pétersbourg. Après la Révolution de Février, il rejoint ses parents qui se sont réfugiés dans le village de Degumnieki, non loin du lac de Lubāns. En 1920, il s'installe à Riga et se rapproche de la rédaction de la revue Latvijas Kareivis. Il fréquente les jeunes écrivains et artistes modernistes qui se réunissent au café Sukubs. Écrivain prolifique - essentiellement romancier mais également poète et critique, il est une des figures dominantes de la vie littéraire lettone de l'entre-deux-guerres. En 1944, il se réfugie en Allemagne puis, en 1950, il émigre aux États-Unis et s'installe à Kalamazoo où il subsiste jusqu'à sa mort comme colporteur de livres en letton. 
Il meurt le 18 mai 1962 à Milwaukee lors des festivités des Fêtes de chants lettons organisées par l'émigration. Il est enterré dans le cimetière Riverside de la ville de Kalamazoo dans le Michigan. 

## Carrière artistique
Dès ses plus jeunes années, Jānis Veselis s'intéresse à la littérature. À partir de 1921, il se consacre exclusivement à l'écriture. Il est membre de la rédaction aux éditions Latvju grāmata durant la période d'occupation nazie. Il fut un critique en vue dans de nombreux journaux et revues. Tant par ses nouvelles que par ses romans, Jānis Veselis est considéré comme l'un des prosateurs les plus talentueux de langue lettone, reconnaissable par la singularité de son style et de ses points de vue sur le monde.

## Prix et distinctions
- Prix du Fonds de la Culture pour le roman Tīrumu ļaudis (Gens de la terre) (1928)
- Prix du Fonds de la Culture pour le livre Latvju teiksmām (1943, 1944)
- Prix du Fonds de la Culture pour le roman Viesturs varapoga (1953)

### Poésie
- Dzīves vainagi (1943)[2]
- Staru būdā (1947)
- Laimas mirdzumā (1954)

### Essais
- Domas par stilu un saturu (1925)
- Pārdomas par zinātni, reliģiju, dzīvību, Dievturību (1928)
- Pārdomu grāmata (1936)
- Rakstnieku sejas (1938)
- Teiksma par manu mūžu. Vesterosa. (1956)

### Théâtre
- Jumis (1931)
- Kur tad tu nu biji, āzīti manu (1934)

### Prose
- Saules kapsēta (1921)
- Dieva gulta (1923)
- Enģelis Ufirs (1924)
- Tīrumu ļaudis (1927)
- Trīs laimes (1929)
- Dienas krusts (1931)
- Velgas mīlestība (1942)
- Viesturs varapoga (1952)
- Divas māsas (1958)
- Tērauda dvēsele Triloģija ( Cilvēku sacelšanās (1934), Tērauda dvēsele (1938), Lielais gājiens (1946) ) (1961)
- Blāzmas staigātāji (1962)

### Prose courte
- Pasaules dārdos (1921)
- Aklais ezers (1921)
- Zem vācu jūga (1921)
- Liesma uz ūdeņiem (1922)
- Rēgi un cilvēki (1924)
- Vilkači (1925)
- Neticīgā Toma mīlestība (1928)
- Latvju teiksmas (1942)

## À propos de Jānis Veselis
- Jēgere-Freimane P. Jānis Veselis // Daugava, 9. (1928)
- Ķelpe J. Jānis Veselis. Rīga. (1938)
- Veselis J. Atmiņas un apceres.Linkolna. (1980)
- Hiršs H. "Jānis Veselis". // Latviešu rakstnieku portreti. 20. un 30. gadu rakstnieki. Rīga. (1994)
- Ķuzāne L. Saules koka meklētājs. Romāns par Jāni Veseli.Rīga (2000)

## Liens externes
- Notices dans des dictionnaires ou encyclopédies généralistes :   - Enciclopedia italiana
  - Treccani
  - Visuotinė lietuvių enciklopedija
- Notices d'autorité :   - VIAF
  - ISNI
  - BnF (données)
  - IdRef
  - LCCN
  - GND
  - Pays-Bas
  - Pologne
  - NUKAT
  - Australie
  - Tchéquie
  - Lettonie
  - WorldCat
- www.literature.lv
- www.bdaugava.lv